# Aéroport de Bario
L'aéroport de Bario (code IATA : BBN • code OACI : WBGZ) est un aéroport desservant Bario, une ville dans l'état de Sarawak en Malaisie.

## Compagnies aériennes et destinations
| Compagnies                           | Destinations             |
| ------------------------------------ | ------------------------ |
| Malaysia Airlines opéré par MASwings | Ba'kelalan, Marudi, Miri |

Édité le 28/02/2018